# Los Ángeles, Alfajayucan
Los Ángeles är en ort i Mexiko.   Den ligger i kommunen Alfajayucan och delstaten Hidalgo, i den sydöstra delen av landet, 120 km norr om huvudstaden Mexico City. Los Ángeles ligger 1 980 meter över havet och antalet invånare är 370.
Terrängen runt Los Ángeles är kuperad åt nordväst, men åt sydost är den platt. Runt Los Ángeles är det ganska glesbefolkat, med 30 invånare per kvadratkilometer. Närmaste större samhälle är Alfajayucan, 12,9 km sydost om Los Ángeles. Trakten runt Los Ángeles består i huvudsak av gräsmarker.